# 陈启贞
陈启贞，海南昌江人，黎族，中华人民共和国政治人物、全国脱贫攻坚先进个人。

## 生平
陈启贞任昌江黎族自治县教育局学生资助管理中心主任。因在脱贫攻坚战中作出突出贡献，2021年2月25日全国脱贫攻坚总结表彰大会上，陈启贞被授予“全国脱贫攻坚先进个人”。